# Danièle Belley
Pour les articles homonymes, voir Belley (homonymie).
Danièle Belley est une actrice et chanteuse québécoise.

## Biographie
Diplômée du Conservatoire d'art dramatique de Québec en 2010 et d'un diplôme en chant classique, Danièle Belley est une actrice québécoise de théâtre et de comédie musicale.

## Théâtrographie (interprétation)
- 2015 : Bousilles et les justes, de Gratien Gélinas mise en scène de Jean-Pierre Beaudoin, au Théâtre de la Bordée[1]
- 2011 : Le chant de la mère, mise en scène de Jean-Philippe Joubert
- 2011 : Réminiscences, mise en scène de Jean-Philippe Joubert
- 2011 : Jardins intérieurs, mise en scène de Nancy Bernier, au Carrefour international de théâtre
- 2011 : Domino, mise en scène de Patric Saucier, au Théâtre du Trident, rôle de Caligula
- 2010 : Où tu vas quand tu dors en marchant, mise en scène de Frédéric Dubois

## Comédies musicales
- 2010 : Peter Pan, mise en scène de Bertrand Alain[2]

## Prix
- 2009 : récipiendaire de la Bourse Hnatyshyn